# Christian Zimmermann (General)
Christian Zimmermann (* 1774 in Gießen; † 25. März 1832 in Darmstadt) war ein großherzoglich-hessischer Generalmajor.

## Leben
Zimmermann studierte Theologie schlug dann jedoch die Militärlaufbahn ein. Er stieg während der Koalitionskriege bis zum Generalmajor auf und von 1829 bis 1832 Kommandeur der 2. Infanterie-Brigade der Großherzoglich Hessischen Armee.
Er war mit Caroline Jakobea, geborene Zimmermann (1775–1843) verheiratet. Aus der Ehe ging der spätere geheime Hofgerichtsrat Ludwig Zimmermann hervor.